# Amblychaeturichthys
Amblychaeturichthys är ett släkte av fiskar. Amblychaeturichthys ingår i familjen smörbultsfiskar.
Kladogram enligt Catalogue of Life:
| Amblychaeturichthys | \| \| Amblychaeturichthys hexanema \| \| \| \| \| \| Amblychaeturichthys sciistius \| \| \| \| |
|                     | \| \| Amblychaeturichthys hexanema \| \| \| \| \| \| Amblychaeturichthys sciistius \| \| \| \| |
|                     | Amblychaeturichthys hexanema                                                                   |
|                     |                                                                                                |
|                     | Amblychaeturichthys sciistius                                                                  |
|                     |                                                                                                |